# Stephen Brislin
Stephen Brislin (Welkom, 24 september 1956) is een Zuid-Afrikaans geestelijke en een kardinaal van de Rooms-Katholieke Kerk.

## Vroege leven en studie
Brislin volgde het basis- en middelbaaronderwijs aan de school van de Christelijke Broeders van Ierland in Welkom, en studeerde psychologie aan de Universiteit van Kaapstad. Hij studeerde vervolgens aan het St John Vianney Seminary in Pretoria en studeerde theologie bij de Missionarissen van Mill Hill in Londen. Hij verkreeg een bachelor van de Katholieke Universiteit Leuven.

## Kerkelijke carrière

### Priester
Brislin ontving op 19 november 1983 de priesterwijding. Hij werkte eerst als kapelaan in Virginia. Van 1986 tot 1989 was hij pastoor in Odendaalsrus en Motsethabong, een wijk van Welkom. In 1990 werd hij vicaris-generaal van het bisdom Kroonstad, en in 2003 diocesaan administrator van Kroonstad. Op 2 augustus 2002 werd Brislin ereprelaat van Zijne Heiligheid. 

### Bisschop en aartsbisschop
Op 17 oktober 2006 benoemde paus Franciscus Brislin tot bisschop van Kroonstad. Zijn bisschopswijding ontving hij op  28 januari 2007 van Jabulani Adatus Nxumalo, aartsbisschop van Bloemfontein. 
Op 18 december 2009 werd Brislin benoemd tot aartsbisschop van Kaapstad. Op 7 februari 2010 ging zijn ambtstermijn in Kaapstad in. In 2011 werd hij tijdens een bezoek aan Israel en Palestina door kardinaal-grootmeester John Patrick Foley benoemd tot grootofficier van de Orde van het Heilig Graf van Jeruzalem, en hij is sindsdien grootprior van deze orde in Zuid-Afrika.
Van 2012 tot 2016 was hij voorzitter van de interregionale vergadering van bisschoppen van Zuidelijk Afrika (IMBISA). In de periode van 2013 tot 2019 vervulde hij twee termen als president van de Zuid-Afrikaanse bisschoppenconferentie. In 2014 werd Brislin benoemd tot relator van een van de tien werkgroepen van de 3e buitengewone bisschoppensynode over het gezin. In 2018 nam Brislin deel aan de "Holy Land Coordination", een jaarlijks bezoek van bisschoppen uit verschillende delen van de wereld aan bisschoppen in Israel en Palestina.
Brislin ontving op 5 mei 2023 een eredoctoraat van de Oblate School of Theology in San Antonio, Texas. 
Op 28 oktober 2024 werd Brislin benoemd tot aartsbisschop van Johannesburg.

### Kardinaal
Brislin werd tijdens het consistorie van 30 september 2023 kardinaal gecreëerd. Hij kreeg de rang van kardinaal-priester. Zijn titelkerk werd de Santa Maria Domenica Mazzarello.
Op 4 oktober 2023 benoemde paus Franciscus hem als lid van de Dicasterie voor de Heiligverklaringen. 
- International Standard Name Identifier: 0000 0000 2644 1403
- Library of Congress Control Number: n82260493
- Virtual International Authority File: 23504736
- WorldCat: E39PBJbCJ8bF6pWHWy8KTcRBT3